# St. Joseph's College and Mother Seton Shrine
Pour les articles homonymes, voir Seton.
Le St. Joseph's College and Mother Seton Shrine est un district historique américain situé à Emmitsburg, dans le comté de Frederick, au Maryland. Il est inscrit au Registre national des lieux historiques depuis le 1er janvier 1976.